# Ljunda
La Ljunda (in russo Люнда?) è un fiume della Russia europea centrale, affluente di sinistra della fiume Vetluga (bacino del Volga). Scorre nel Šabalinskij rajon dell'oblast' di Kirov e nei rajon Šachunskij e Vetlužskij dell'oblast' di Nižnij Novgorod.

## Descrizione
Il fiume ha origine dalle paludi di una remota regione disabitata della regione forestale del Trans-Volga, vicino al villaggio di Bol'šaja Pogorelka. Scorre attraverso aree scarsamente popolate, ricche di foreste, paludi e laghi. La direzione generale della corrente è sud-est. Sfocia nella Vetluga a 80 km dalla sua foce, tra i villaggi di Ančutino e Krasnaja Ljunda. Il fiume ha una lunghezza di 121 km, l'area del suo bacino è di 1 700 km². Nella parte superiore, il fiume scorre attraverso una zona boschiva. Il letto del fiume è tortuoso, largo da 20 fino a 30 m, con una profondità mediamente non superiore a 1-2 m. Il fondo è sabbioso e sabbioso-limoso. Le rive sono ripide, ricoperte di cespugli.